# Neue Zürcher Zeitung
Neue Zürcher Zeitung jsou švýcarské, německy psané noviny – deník. Založeny byly roku 1780 v Curychu jakožto Zürcher Zeitung. Zakladatelem byl malíř a básník Salomon Gessner, dnes titul vydává vydavatelství NZZ Mediengruppe. Současný název nesou noviny od roku 1821. Jsou považovány za vzor seriózní žurnalistiky. Důraz kladou na zprávy ze zahraničí, obchod, finance a vysokou kulturu. Známý je také jejich konzervativní přístup ke změnám, například barevné fotografie začaly užívat až roku 2005, mnohem později než většina jiných novin. Původní gotické písmo opustily až roku 1946. Jejich ideologická a politická orientace bývala označována jako liberální a středopravicová. Tradičně blízko měly zejména ke švýcarské Svobodné demokratické straně. Po nástupu Erica Gujera do funkce šéfredaktora v roce 2015, po němž v průběhu příštích dvou let odešla z redakce polovina redaktorů, došlo podle většiny komentátorů k posunu deníku doprava. V roce 2014 byl prodaný náklad (včetně elektronických vydání) 108 709 výtisků. Jako většina tištěných médií se noviny potýkají s poklesem prodeje, ještě v roce 2000 byl počet prodaných výtisků 169 000. V roce 1979 deník dostal Erasmovu cenu.